# Klorotrifluoroetilen
Klorotrifluoroetilen (CTFE) je klorofluoroogljikovodik s kemijsko formulo CFCl=CF2. Običajno se uporablja kot hladilno sredstvo v kriogenih aplikacijah. CTFE ima dvojno vez ogljik-ogljik, zato ga je mogoče polimerizirati, da se tvori poliklorotrifluoroetilen, ali kopolimerizirati v plastični ECTFE. PCTFE ima trgovsko ime Neoflon, izdeluje ga podjetje Daikin Industries na Japonskem, prej pa ga je proizvajalo podjetje 3M Corporation v Minnesoti pod trgovskim imenom Kel-F.

## Proizvodnja in reakcije
Klorotrifluoroetilen se komercialno proizvaja z dekloriranjem (redukcijo) 1,1,2-trikloro-1,2,2-trifluoroetana s cinkom:
CFCl2−CF2Cl + Zn  →  CClF=CF2 + ZnCl2
Leta 2012 je ocenjena komercialna proizvodnja v ZDA  znašala med 453.500 kg in 4.535.000 kg. 
Termična dimerizacija klorotrifluoroetilena daje 1,2-dikloro-1,2,3,3,4,4-heksafluorociklobutan. Z dikloriranjem slednjega dobimo heksafluorociklobuten.